# 宇佐美和彦
宇佐美和彦（うさみ かずひこ、1992年3月17日 - ）は、日本の元ラグビーユニオン選手。

## プロフィール
- 愛媛県西条市出身。
- ポジションはロック(LO)。
- 身長 198cm、体重 115kg
- 日本代表通算キャップ数は10。
- ニックネームはうーさん、KAZU、うさ。
- 元プロ野球選手の宇佐美塁大は従兄弟[1]。

## 略歴
2010年、西条高校卒業後、立命館大学に入る。なお西条高校時代、花園への出場はなかったが第89回大会決勝の前座試合第2回U18合同チーム東西対抗戦に出場した。
立命館大学時代は、2010年にU20日本代表に選ばれ、2012年に日本代表スコッド入りし、2013年には関西大学ラグビーフットボールリーグ優勝に貢献した。
2014年に立命館大学卒業後、キヤノンイーグルスに加入。同年8月24日に行われたジャパンラグビートップリーグ第1節のトヨタ自動車ヴェルブリッツ戦に先発出場で公式戦初出場を果たす。 
2015年4月19日に行われた2015年アジアラグビーチャンピオンシップ第1戦韓国戦で途中出場ながら日本代表初キャップを獲得した。また同年8月にはラグビーワールドカップ2015のバックアップメンバーに選出された。12月にはスーパーラグビーの日本チームサンウルブズの2016年スコッドに入った。
2017年、パナソニック ワイルドナイツに加入。
2019年、キヤノンイーグルスに復帰。
2021年、現役を引退して、横浜キヤノンイーグルスのアシスタントコーチに就任。
2022年、横浜キヤノンイーグルスを退団。